# Lepidophyma flavimaculatum
Lepidophyma flavimaculatum (жовтоплямиста тропічна нічна ящірка) — вид сцинкоподібних ящірок родини нічних ящірок (Xantusiidae). Мешкає в Мексиці і Центральній Америці. 

## Підвиди
Виділяють два підвиди:
- Lepidophyma flavimaculatum flavimaculatum Duméril, 1851;
- Lepidophyma flavimaculatum ophiophthalmum Taylor, 1955.

## Поширення і екологія
Жовтоплямисті тропічні нічні ящірки мешкають на атлантичних схилах від Веракрусу в Мексиці через північну Гватемалу, Беліз, північний Гондурас і Нікарагуа до центральної Панами. Вони живуть у вологих тропічних лісах на рівнинах і в передгір'ях, на висоті до 1500 м над рівнем моря, трапляються у вторинних лісах. Зустрічаються серед лісової підстилки, трапляються на стовбурах і під корою дерев. Живляться дрібними безхребетними. Живородні, розмножуються шляхом партеногенезу.